# Frédérique Woerther
Frédérique Woerther, née en 1975, est une helléniste française qui a travaillé sur la réception de la rhétorique, dans les mondes grec (péripatétisme et Antiquité tardive), arabe (réception par al-Fārābī et Averroès notamment) et latin (traductions des textes arabes par Hermann l'Allemand, m. 1270)[pas clair].

## Biographie
Élève de l’École normale supérieure de la rue d'Ulm de 1995 à 1999, licenciée d'allemand (1996), agrégée de lettres classiques (1998), docteure ès-lettres (Université Paris-Est-Créteil-Val-de-Marne, 2003), habilitée à diriger des recherches (École pratique des hautes études, 2015), elle est chercheuse au Centre national de la recherche scientifique (Centre Jean Pépin, UMR 8230).
Elle a mené ses recherches dans différents pays, dont la Syrie (Institut français du Proche-Orient), les États-Unis (Institute for Advanced Study de Princeton), le Royaume-Uni (Warburg Institute), et l’Allemagne (Humboldt Universität de Berlin, Freie Universität de Berlin).
Elle a reçu le prix Louis-Barthou de l’Académie française (2008) ainsi que le prix Zographos de l’Association des études grecques (2008) pour L’Éthos aristotélicien.
En 2014, elle a obtenu la médaille de bronze du CNRS.

### Sources
- Catalogue des imprimés de la Bibliothèque nationale de France